# Dalla pace del mare lontano
Dalla pace del mare lontano è il primo album in studio del cantautore italiano Sergio Cammariere, pubblicato il 20 agosto 2001 dalla Via Veneto Jazz.

## Descrizione
Anticipato dal singolo Sorella mia, Cammariere ha dichiarato che l'album è liberamente ispirato a I figli del mare del poeta Carlo Michelstaedter. La realizzazione del disco è avvenuta mediante la collaborazione del paroliere Roberto Kunstler, autore anche di alcune delle musiche dei brani; all'interno del libretto, gli autori delle musiche di Vita d'artista e Cantautore piccolino vengono erroneamente attribuite rispettivamente a Cammariere/Kunstler e Cammariere: il primo brano è in realtà musicato dal solo Kunstler, mentre il secondo a entrambi gli artisti.
Nel 2002 la EMI Italiana ha ristampato il disco, mentre l'anno seguente è uscita una nuova versione con l'aggiunta del singolo Tutto quello che un uomo, terzo classificato al Festival di Sanremo 2003 e che ha permesso all'album di raggiungere la vetta della classifica dopo quasi due anni dalla prima pubblicazione.

## Tracce
Testi di Roberto Kunstler, eccetto dove indicato, musiche di Sergio Cammariere, eccetto dove indicato.
1. Sorella mia – 4:26 (musica: Sergio Cammariere, Roberto Kunstler)
2. Tempo perduto – 4:23
3. Via da questo mare – 4:39
4. Cambiamenti del mondo – 6:57
5. Dalla pace del mare lontano – 4:34 (musica: Sergio Cammariere, Roberto Kunstler)
6. Apri la porta – 3:50
7. Canto nel vento – 4:08
8. Le porte del sogno – 5:00
9. Il mare – 4:17 (testo: Pasquale Panella – musica: Charles Trenet)
10. Per ricordarmi di te – 3:42
11. Paese di goal – 3:31 (musica: Sergio Cammariere, Roberto Kunstler)
12. Vita d'artista – 3:36 (musica: Roberto Kunstler)
13. Cantautore piccolino – 7:57 (musica: Sergio Cammariere, Roberto Kunstler)

## Formazione
Musicisti
- Sergio Cammariere – pianoforte, voce, arrangiamento
- Amedeo Ariano – batteria (tracce 1-5, 7-11, 13)
- Luca Bulgarelli – contrabbasso (tracce 1-5, 7-11, 13)
- Alex Britti – chitarra (tracce 1, 3, 5)
- Olen Cesari – violino (tracce 1, 4-6)
- Simone Haggiag – bongo (tracce 1 e 5), cabasa (tracce 1 e 7), legnetti e campanaccio (traccia 1), shaker (traccia 3), percussioni elettroniche (tracce 3 e 7), tumba (traccia 7)
- Fabrizio Bosso – flicorno soprano (tracce 2, 3 e 9), tromba (tracce 7, 11 e 13)

Produzione
- Biagio Pagano – produzione
- Eugenio Vatta – registrazione, missaggio
- Fabrizio De Carolis – mastering

## Classifiche
| Classifica (2003) | Posizione massima |
| ----------------- | ----------------- |
| Italia            | 1                 |